# 2K (разрешение)
Разрешение 2K — общий термин для дисплеев или контента, имеющих горизонтальное разрешение приблизительно около 2000 пикселей.
Digital Cinema Initiatives (DCI) определяет стандарт разрешения 2K как 2048×1080.
В киноиндустрии Digital Cinema Initiatives является доминирующим стандартом для 2K.

## Разрешения
| Формат                          | Разрешение | Соотношение сторон      | Всего пикселей |
| ------------------------------- | ---------- | ----------------------- | -------------- |
| DCI 2K (нативное разрешение)    | 2048×1080  | 1,90:1 (256:135, ~17:9) | 2 211 840      |
| DCI 2K (обрезанный flat)        | 1998×1080  | 1,85:1                  | 2 157 840      |
| DCI 2K (обрезанный CinemaScope) | 2048×858   | 2,39:1                  | 1 755 136      |

## Сравнение с 1080p
Порой, к понятию 2K разрешения относят также и 1080p (Full HD). Хотя 1920×1080 и можно рассматривать как формат, имеющий горизонтальное разрешение около 2000 пикселей, большинство медиа, включая веб-контент и книги по видеопроизводству, рекомендации и определения по кино, всё же определяют разрешения 1080p и 2K как разные термины, а не одно и то же.
И хотя 1080p имеет то же вертикальное разрешение, что и DCI 2K (1080 пикселей), оно имеет меньшее горизонтальное разрешение, которое не входит в диапазон форматов 2K разрешения.
Согласно официальным справочным материалам, DCI и стандарты индустрии официально не признают 1080p в качестве 2K разрешения в литературе касательно 2K и 4K разрешений.